# Светлана Лесева
Светлана Миткова Исаева-Лесева е българска лекоатлетка.
Родена е на 18 март 1967 година в Михайловград, но няколко години по-късно семейството ѝ се установява в Плевен. Започва да тренира скок на височина в „Спартак Плевен“, след което се премества в АФД „Тракия“ в Пловдив. През 1986 година е втора на европейското първенство в Щутгарт, а през следващата година отбелязва най-доброто си лично постижение – 2,00 метра на състезание в Драма. Участва в Олимпиадата в Барселона през 1992 година, където завършва на 34-то място. През 1995 година прекратява състезателната си кариера, след което работи като треньор в Пловдив.
.